# Bojan Zulfikarpašić
Bojan Zulfikarpašić (cyr. Бојан Зулфикарпашић), znany też jako Bojan Z. (ur. 2 lutego 1968 w Belgradzie) – francuski muzyk jazzowy pochodzenia serbskiego.

## Życiorys
Naukę gry na pianinie zaczął w wieku 5 lat. Już jako nastolatek grał w jazzowych grupach belgradzkich, a w 1989 został wyróżniony nagrodą dla Najlepszego Jugosłowiańskiego Młodego Muzyka Jazzowego.
W 1986 studiował w master class Clare Fisher w Blue Lake Fine Arts Camp w Michigan. Bojan zetknął się z ludową muzyką Bałkanów, grając w orkiestrze podczas odbywania służby wojskowej. W 1988 przeprowadził się do Paryża i zaczął grać z Noël Akchoté, Julien Lourau, Magic Malikiem, Marc Buronfosse, Henri Texier i innymi sławami francuskiego jazzu.
W 1993 nagrał debiutancką płytę z grupą Bojan Z Quarter z wytwórnią Label Blue, w 1995 wydał następną płytę zatytułowaną Yopla! W 1999 zaangażował się w wielokulturowy projekt Koreni z takimi muzykami jak Karim Ziad z Algierii, Kudsi Erguner z Turcji i Vlatko Stefanovski z Macedonii.
Jego solowy album Solobsession z 2001 roku przyniósł mu międzynarodowe uznanie. W 2003 zaczął współpracę z amerykańskimi muzykami jazzowymi Scotem Colleyem i Nasheet Waits, co zaowocowało płytą Transpacifik (2003). Następny album to Xenophonia (2006) z Benem Perowskym, Ari Hoenig i Remi Vignolo.
Bojan używa bardzo często kombinacji akustycznego pianina z elektrycznym Fender Rhodes, grając na nich jednocześnie. Został nazwany wynalazcą ksenofonu – instrumentu hybrydy swojej inwencji, na bazie elektrycznego pianina Fender Rhodes. Można usłyszeć go na płycie Xenophonia.
W 2002 Bojan Zulfikarpašić został uhonorowany tytułem Chevalier de l'ordre des Arts et des Lettres z ręki francuskiego rządu oraz zdobył nagrodę Django Reinhardta dla Muzyka Roku Francuskiej Akademii Jazzu.